# Hautot-Saint-Sulpice
Hautot-Saint-Sulpice település Franciaországban, Seine-Maritime megyében. Lakosainak száma 691 fő (2022. január 1.). Hautot-Saint-Sulpice Anvéville, Étoutteville, Héricourt-en-Caux, Rocquefort és Les Hauts-de-Caux községekkel határos.

## Népesség
A település népességének változása:
| Lakosok száma | 633  | 663  | 686  | 678  | 685  | 687  | 688  | 690  | 691  |
|               | 2013 | 2015 | 2016 | 2017 | 2018 | 2019 | 2020 | 2021 | 2022 |